# Bowling Green Col
Der Bowling Green Col ist ein verschneiter Gebirgspass in der antarktischen Ross Dependency. In den Cook Mountains des Transantarktischen Gebirges verläuft er in ostwestlicher Richtung zwischen dem nördlich gelegenen Reeves-Plateau und dem südlichen Bowling-Green-Plateau.
Das Advisory Committee on Antarctic Names benannte den Gebirgspass in Verbindung mit der Benennung des gleichnamigen Plateaus. Dessen Namensgeber ist die Bowling Green State University in Ohio, Alma Mater des US-amerikanischen Geologen Charles C. Rich (* 1922), des stellvertretenden Leiters der von 1962 bis 1963 dauernden Kampagne im Rahmen der Victoria University of Wellington Antarctic Expeditions.